# Pawenang
Pawenang is een bestuurslaag in het regentschap Sukabumi van de provincie West-Java, Indonesië. Pawenang telt 5240 inwoners (volkstelling 2010).